# Chrzan
Chrzan (Armoracia P. Gaertn., B. Meyer & Scherb.) – rodzaj bylin z rodziny kapustowatych do którego należą trzy gatunki. Zasięg rodzaju obejmuje południowo-wschodnią Europę, południową Rosję, Syberię i Kazachstan. Chrzan pospolity jest w Polsce uprawiany i rośnie dziko jako zadomowiony antropofit, poza tym zawleczony i zdziczały jest także w pozostałej części Europy, w Ameryce Północnej i we wschodniej Azji. Chrzan pospolity wykorzystywany był dawniej głównie jako roślina lecznicza, a później był i współcześnie jest stosowany głównie jako dodatek do potraw.

## Morfologia

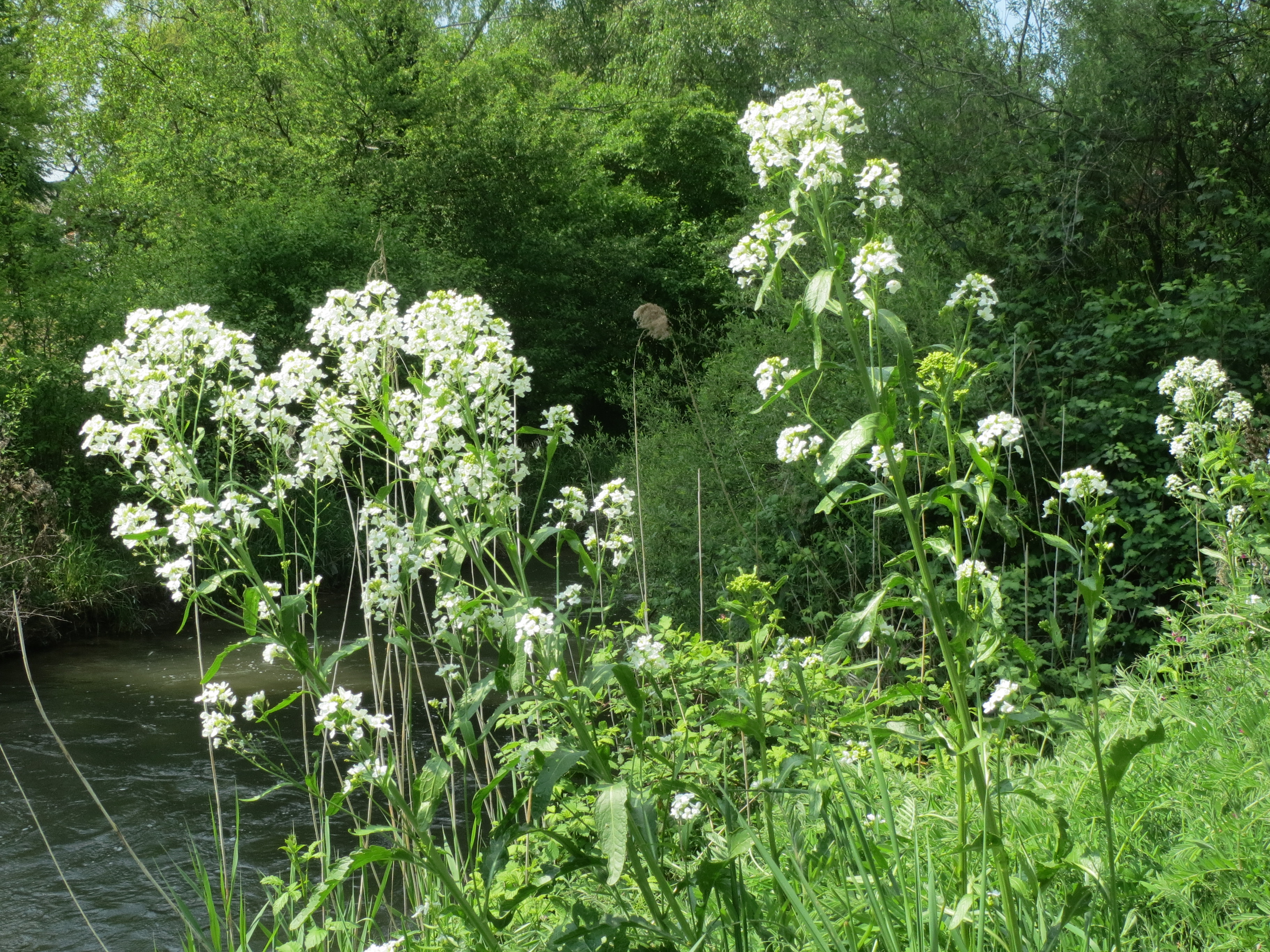
Kwitnący chrzan pospolity

PokrójRośliny zielne z tęgim korzeniem, nagie, z pędem prosto wzniesionym, rozgałęziającym się w górnej części.
ŁodygaGruba, głęboko żebrowana, obła.
LiścieOdziomkowe liście długoogonkowe, pojedyncze, całobrzegie lub tępo ząbkowane. Liście łodygowe w dole pędu ogonkowe, wyżej siedzące, pierzasto wcinane.
KwiatyZebrane w wielokwiatowe grona i wiechy, czasem baldachowato spłaszczone. Kwiatostany wydłużają się podczas owocowanie. Działki kielicha jajowate do owalnych, rozpostarte lub wzniesione, nagie, nierozszerzone woreczkowato u nasady. Płatki korony białe, wzniesione, dłuższe od kielicha. Mają w górze kształt jajowaty do lancetowatego, ale zawsze są tępe na szczycie, u dołu z krótkim paznokciem. Pręcików sześć, z miodnikami u ich nasady, słabo czterosilne. Zalążnia górna z 8–20 zalążkami, na szczycie z krótką szyjką (do 2 mm) lub bez niej, znamię główkowate.
OwocePodłużne łuszczyny lub łuszczynki jajowate do kulistych.

## Systematyka
Rodzaj blisko spokrewniony z rodzajem rzepicha (Rorippa).
Pozycja systematyczna
Rodzaj z rodziny kapustowatych (Brassicaceae), a w jej obrębie z plemienia Cardamineae.
Wykaz gatunków
- Armoracia macrocarpa (Waldst. & Kit.) Kit. ex Baumg.
- Armoracia rusticana P. Gaertn., B. Mey & Scherb. – chrzan pospolity
- Armoracia sisymbroides (DC.) Cajander

## Zastosowanie
Korzenie chrzanu pospolitego są używane jako przyprawa, a także jako roślina lecznicza. W medycynie niekonwencjonalnej stosuje się go przy bólach mięśniowych pleców i w pasie, przy przeziębieniach, ranach ropiejących, wrzodach, zapaleniu korzonków nerwowych, zapaleniu uszu.